# CS-3A
O CS-3A ou Sakura 3A foi um satélite de comunicação geoestacionário experimental japonês construído pelas empresas Mitsubishi Electric,  NEC e Ford Aerospace, ele esteve localizado na orbital de 132 graus de longitude leste e foi operado inicialmente pela National Space Development Agency (NASDA) e posteriormente pela Telecommunications Satellite Company of Japan (TSCJ). O mesmo ficou fora de serviço em setembro de 1996.

## História
O CS-3A (Communications Satellite-3A) foi lançado pela Agência Nacional de Desenvolvimento Espacial do Japão (NASDA) atrvés do veículo de lançamento H-I (H18F) lançado a partir do Centro Espacial de Tanegashima. O satélite foi apelidado de "Sakura 3A".
O CS-3A ou Sakura 3A após oito anos fornecendo transmissões ao Japão saiu de serviço em setembro de 1996.

## Lançamento
O satélite foi lançado com sucesso ao espaço no dia 19 de fevereiro de 1988, por meio de um veículo H-1 UM-129A (9 SO), laçando a partir da Centro Espacial de Tanegashima, no Japão. Ele tinha uma massa de lançamento de 1.099 kg. Sua expectativa de vida útil era de 7 anos.

## Capacidade e cobertura
O CS-3A era equipado com 10 (mais 5 de reserva)  transponders em banda Ka e 3 (mais um de reserva) em banda C para prestar serviços via satélite ao Japão.